# Mesacanthotelson
Mesacanthotelson är ett släkte av kräftdjur. Mesacanthotelson ingår i familjen Phreatoicidae.
Kladogram enligt Catalogue of Life:
| Mesacanthotelson | \| \| Mesacanthotelson decipiens \| \| \| \| \| \| Mesacanthotelson fallax \| \| \| \| \| \| Mesacanthotelson setosus \| \| \| \| \| \| Mesacanthotelson tasmaniae \| \| \| \| |
|                  | \| \| Mesacanthotelson decipiens \| \| \| \| \| \| Mesacanthotelson fallax \| \| \| \| \| \| Mesacanthotelson setosus \| \| \| \| \| \| Mesacanthotelson tasmaniae \| \| \| \| |
|                  | Colubotelson |
|                  | |
|                  | Crenoicus |
|                  | |
|                  | Gariwerdeus |
|                  | |
|                  | Metaphreatoicus |
|                  | |
|                  | Naiopegia |
|                  | |
|                  | Neophreatoicus |
|                  | |
|                  | Notamphisopus |
|                  | |
|                  | Onchotelson |
|                  | |
|                  | Paraphreatoicus |
|                  | |
|                  | Phreatoicus |
|                  | |
|                  | Uramphisopus |
|                  | |
|                  | Mesacanthotelson decipiens |
|                  | |
|                  | Mesacanthotelson fallax |
|                  | |
|                  | Mesacanthotelson setosus |
|                  | |
|                  | Mesacanthotelson tasmaniae |
|                  | |

|  | Mesacanthotelson decipiens |
|  |                            |
|  | Mesacanthotelson fallax    |
|  |                            |
|  | Mesacanthotelson setosus   |
|  |                            |
|  | Mesacanthotelson tasmaniae |
|  |                            |